# Walter Gargano
Walter Alejandro Gargano Guevara (ur. 27 lipca 1984 w Paysandú) – urugwajski piłkarz występujący na pozycji defensywnego pomocnika, od 2017 w CA Peñarol.

## Kariera klubowa

### Początki
Gargano rozpoczął grę w piłkę w wieku trzech lat. Dołączył wtedy do nieistniejącego już zespołu Centella w rodzinnym Paysandu. Grając w jednym z meczów przeciwko Danubio FC zaprezentował się na tyle korzystnie, że klub ten zdecydował się go pozyskać w 2001 r. Z Danubio związane są początki jego profesjonalnej kariery. W 2003 r. mając 19 lat zadebiutował w lidze urugwajskiej. Zdobył ze zespołem dwa mistrzostwa Urugwaju (2004 i 2006/07) i zagrał dla niego w 83 meczach w których zdobył 3 bramki.

### Napoli
30 sierpnia 2007 Walter Gargano został kupiony przez włoski klub SSC Napoli z urugwajskiego Danubio FC za dwa miliony funtów i podpisał z nim 5-letni kontrakt. Pierwszy mecz Gargano w nowych barwach miał miejsce 15 sierpnia 2007 r. w meczu Pucharu Włoch z Ceseną, a debiut w Serie A przypadł 26 sierpnia 2007 r. w meczu z Cagliari Calcio (4:0). 20 listopada 2007 r. strzelił pierwszego gola dla Azzurrich podczas meczu z Romą (4:4), a tydzień później dołożył drugiego z Juventusem. Z powodu ostrej gry dwukrotnie w pierwszym sezonie karany był czerwoną kartką. W styczniu 2010 r., w zamian za pensję w wysokości 1 mln euro rocznie, przedłużył z klubem umowę do 2015 r 13 marca 2010 r. rozegrane spotkanie z Fiorentiną było setnym meczem w Serie A. W związku z przybyciem do Neapolu Gökhana İnlera stracił miejsce w wyjściowej jedenastce. 21 grudnia 2011 zdobył bramkę w meczu z Genoą. 9 marca 2012 pokonał bramkarza Cagliari Calcio. Dla zespołu ze stadionu Świętego Pawła zagrał w 165 meczach ligowych w których strzelił 4 bramki.

### Inter Mediolan
23 sierpnia 2012 r. został wypożyczony do Interu za 1,25 mln euro z opcją pierwokupu po jednym sezonie za 5,25 mln euro. Trzy dni potem zaliczył debiut w barwach Interu w meczu ligowym z Pescarą. Był to dla niego także mecz numer 200 we Włoszech. Łącznie dla Nerazzurrich rozegrał 28 meczów ligowych, które nie przekonały kierownictwa klubu z Mediolanu do wykupienia go z Neapolu.

### Parma
W 2013 roku nowym trenerem SSC Napoli został Rafael Benítez, jednak i tego trenera nie zdołał przekonać do siebie, w wyniku czego został wypożyczony z opcją pierwokupu do Parmy.

## Kariera reprezentacyjna
Walter Gargano zadebiutował w reprezentacji Urugwaju 30 maja 2006 w meczu towarzyskim z Libią, gdy w 85 minucie zmienił Alvara Gonzaleza. Jak dotychczas Urugwajczyk zaliczył 50 występów w reprezentacji swojego kraju. Wraz z nią uczestniczył w Copa América 2007, w którym zajął czwarte miejsce oraz Copa América 2011, gdzie Urusi odnieśli zwycięstwo. Należał także do drużyny, która z Mistrzostw Świata w RPA wróciła jako czwarta ekipa świata.

## Sukcesy
Klubowe
- Mistrzostwo Urugwaju: 2004, 2006/2007
- Puchar Włoch: 2012

Reprezentacyjne
- Copa América 2011: zwycięstwo

## Życie prywatne
Jest synem Waltera Gargana i Nancy Guevary. Ożenił się z siostrą Marka Hamšíka, Miską, z którą ma dwójkę dzieci: Matiasa (ur. 7 maja 2010 r.) i Thiago (ur. 7 kwietnia 2012 r.). Idolami Gargano są Álvaro Recoba i Rubén Sosa. Posiada dzięki przodkom, którzy wywodzili się z Marsico Nuovo, włoskie obywatelstwo.

## Statystyki

### Klubowe
| Sezon     | Klub                                | Kraj                                | Rozgrywki                           | Mecze | Bramki | Asysty |
| --------- | ----------------------------------- | ----------------------------------- | ----------------------------------- | ----- | ------ | ------ |
| 2004      | Danubio FC                          | Urugwaj                             | Primera División Uruguaya           | 11    | 0      |        |
| 2005      | Danubio FC                          | Urugwaj                             | Primera División Uruguaya           | 14    | 1      |        |
| 2005/2006 | Danubio FC                          | Urugwaj                             | Primera División Uruguaya           | 31    | 0      |        |
| 2006/2007 | Danubio FC                          | Urugwaj                             | Primera División Uruguaya           | 27    | 2      |        |
| 2007/2008 | SSC Napoli                          | Włochy                              | Serie A                             | 34    | 2      | 2      |
| 2008/2009 | SSC Napoli                          | Włochy                              | Serie A                             | 28    | 0      | 2      |
| 2009/2010 | SSC Napoli                          | Włochy                              | Serie A                             | 36    | 0      | 2      |
| 2010/2011 | SSC Napoli                          | Włochy                              | Serie A                             | 36    | 0      | 4      |
| 2011/2012 | SSC Napoli                          | Włochy                              | Serie A                             | 33    | 2      | 3      |
| 2012/2013 | Inter Mediolan                      | Włochy                              | Serie A                             | 26    | 0      | 2      |
|           | Łącznie w Primera División Uruguaya | Łącznie w Primera División Uruguaya | Łącznie w Primera División Uruguaya | 83    | 3      | -      |
|           | Łącznie w Serie A                   | Łącznie w Serie A                   | Łącznie w Serie A                   | 193   | 4      | 15     |
|           | Razem                               | Razem                               | Razem                               | 276   | 7      | 15     |

### Reprezentacyjne
| Mecze | Mecze             | Mecze      | Mecze      | Mecze                    | Mecze                               | Mecze         | Mecze          | Mecze                                                          |  |
| Lp    | Rywal             | Wynik      | Data       | Miejsce                  | Rozgrywki                           | Trener        | Klub           | Uwagi                                                          |  |
| ----- | ----------------- | ---------- | ---------- | ------------------------ | ----------------------------------- | ------------- | -------------- | -------------------------------------------------------------- |  |
| 1     | Libia             | 2-1        | 30/05/2006 | Radis, Tunezja           | mecz towarzyski                     | Óscar Tabárez | Danubio        | wszedł w 85' za Álvara Gonzáleza.                              |  |
| 2     | Wenezuela         | 0-1        | 27/09/2006 | Maracaibo, Wenezuela     | mecz towarzyski                     | Óscar Tabárez | Danubio        |                                                                |  |
| 3     | Wenezuela         | 4-0        | 18/10/2006 | Montevideo, Urugwaj      | mecz towarzyski                     | Óscar Tabárez | Danubio        |                                                                |  |
| 4     | Gruzja            | 0-2        | 15/11/2006 | Tbilisi, Gruzja          | mecz towarzyski                     | Óscar Tabárez | Danubio        |                                                                |  |
| 5     | Korea Południowa  | 2-0        | 25/03/2007 | Seul, Korea Południowa   | mecz towarzyski                     | Óscar Tabárez | Danubio        | wszedł w 83' za Pabla Garcíe.                                  |  |
| 6     | Boliwia           | 1-0        | 30/06/2007 | San Cristóbal, Wenezuela | Copa América, grupa A               | Óscar Tabárez | Danubio        | wszedł w 89' za Cristiana Rodrígueza.                          |  |
| 7     | Brazylia          | 2-2        | 10/07/2007 | Maracaibo, Wenezuela     | Copa América 2007 półfinał          | Óscar Tabárez | Danubio        | wszedł w 74' za Diega Péreza. Wygrana Brazylii 5-4 po karnych. |  |
| 8     | Meksyk            | 1-3        | 14/07/2007 | Caracas, Wenezuela       | Copa América 2007 mecz o 3. miejsce | Óscar Tabárez | Danubio        | Wszedł w 78' za Pabla Garcíę.                                  |  |
| 9     | Południowa Afryka | 0-0        | 12/09/2007 | Johannesburg, RPA        | mecz towarzyski                     | Óscar Tabárez | SSC Napoli     |                                                                |  |
| 10    | Chile             | 2-2        | 18/11/2007 | Montevideo, Urugwaj      | eliminacje do MŚ 2010               | Óscar Tabárez | SSC Napoli     |                                                                |  |
| 11    | Brazylia          | 1-2        | 21/11/2007 | São Paulo, Brazylia      | eliminacje do MŚ 2010               | Óscar Tabárez | SSC Napoli     |                                                                |  |
| 12    | Kolumbia          | 2-2        | 06/02/2008 | Montevideo, Urugwaj      | mecz towarzyski                     | Óscar Tabárez | SSC Napoli     |                                                                |  |
| 13    | Turcja            | 3-2        | 25/05/2008 | Bochum, Niemcy           | mecz towarzyski                     | Óscar Tabárez | SSC Napoli     |                                                                |  |
| 14    | Norwegia          | 2-2        | 28/05/2008 | Oslo, Norwegia           | mecz towarzyski                     | Óscar Tabárez | SSC Napoli     | Zmieniony w 72' przez Diego Arismendiego.                      |  |
| 15    | Wenezuela         | 1-1        | 14/06/2008 | Montevideo, Urugwaj      | eliminacje do MŚ 2010               | Óscar Tabárez | SSC Napoli     |                                                                |  |
| 16    | Peru              | 6-0        | 17/06/2008 | Montevideo, Urugwaj      | eliminacje do MŚ 2010               | Óscar Tabárez | SSC Napoli     |                                                                |  |
| 17    | Kolumbia          | 1-0        | 06/09/2008 | Bogotá, Kolumbia         | eliminacje do MŚ 2010               | Óscar Tabárez | SSC Napoli     |                                                                |  |
| 18    | Ekwador           | 0-0        | 10/09/2008 | Montevideo, Urugwaj      | eliminacje do MŚ 2010               | Óscar Tabárez | SSC Napoli     | Zmieniony w 46' przez Maxiego Pereirę.                         |  |
| 19    | Boliwia           | 2-2        | 14/10/2008 | La Paz, Boliwia          | eliminacje do MŚ 2010               | Óscar Tabárez | SSC Napoli     |                                                                |  |
| 20    | Francja           | 0-0        | 19/11/2008 | Saint-Denis, Francja     | mecz towarzyski                     | Óscar Tabárez | SSC Napoli     |                                                                |  |
| 21    | Libia             | 3-2        | 11/02/2009 | Trypolis, Libia          | mecz towarzyski                     | Óscar Tabárez | SSC Napoli     |                                                                |  |
| 22    | Algieria          | 0-1        | 12/08/2009 | Algier, Algieria         | mecz towarzyski                     | Óscar Tabárez | SSC Napoli     |                                                                |  |
| 23    | Peru              | 0-1        | 05/09/2009 | Lima, Peru               | eliminacje do MŚ 2010               | Óscar Tabárez | SSC Napoli     |                                                                |  |
| 24    | Kolumbia          | 3-1        | 09/09/2009 | Montevideo, Urugwaj      | eliminacje do MŚ 2010               | Óscar Tabárez | SSC Napoli     |                                                                |  |
| 25    | Ekwador           | 2-1        | 10/10/2009 | Quito, Ekwador           | eliminacje do MŚ 2010               | Óscar Tabárez | SSC Napoli     |                                                                |  |
| 26    | Argentyna         | 0-1        | 14/10/2009 | Montevideo, Urugwaj      | eliminacje do MŚ 2010               | Óscar Tabárez | SSC Napoli     | Zmieniony w 71' przez Cristiana Rodrígueza.                    |  |
| 27    | Szwajcaria        | 3-1        | 03/03/2010 | St. Gallen, Szwajcaria   | mecz towarzyski                     | Óscar Tabárez | SSC Napoli     | Zmieniony w 62' przez Egidia Arévala Ríosa.                    |  |
| 28    | Izrael            | 4-1        | 26/05/2010 | Montevideo, Urugwaj      | mecz towarzyski                     | Óscar Tabárez | SSC Napoli     | Zmieniony przed drugą połową przez Nicolasa Lodeira.           |  |
| 29    | Południowa Afryka | 3-0        | 16/06/2010 | Tshwane/Pretoria, RPA    | MŚ 2010 Grupa A                     | Óscar Tabárez | SSC Napoli     | Wszedł w ostatniej minucie za Diega Péreza.                    |  |
| 30    | Holandia          | 2-3        | 06/07/2010 | Kapsztad, RPA            | MŚ 2010 Półfinał                    | Óscar Tabárez | SSC Napoli     |                                                                |  |
| 31    | Niemcy            | 2-3        | 10/07/2010 | Port Elizabeth, RPA      | MŚ 2010 Półfinał                    | Óscar Tabárez | SSC Napoli     | Wszedł w 77' za Diega Péreza.                                  |  |
| 32    | Angola            | 2-0        | 11/08/2010 | Lizbona, Portugalia      | mecz towarzyski                     | Juan Verzeri  | SSC Napoli     | Wszedł w 58' za Diega Péreza.                                  |  |
| 33    | Indonezja         | 7-1        | 08/10/2010 | Dżakarta, Indonezja      | mecz towarzyski                     | Óscar Tabárez | SSC Napoli     | Zmieniony w 64' przez Álvara Gonzáleza.                        |  |
| 34    | Chiny             | 4-0        | 12/10/2010 | Wuhan, Chiny             | mecz towarzyski                     | Óscar Tabárez | SSC Napoli     |                                                                |  |
| 35    | Chile             | 0-2        | 17/11/2010 | Santiago, Chile          | mecz towarzyski                     | Óscar Tabárez | SSC Napoli     |                                                                |  |
| 36    | Irlandia          | 3-2        | 29/03/2011 | Dublin, Irlandia         | mecz towarzyski                     | Óscar Tabárez | SSC Napoli     |                                                                |  |
| 37    | Niemcy            | 1-2        | 29/05/2011 | Sinsheim, Niemcy         | mecz towarzyski                     | Óscar Tabárez | SSC Napoli     | Zmieniony w 87' przez Sebastiána Abreu                         |  |
| 38    | Estonia           | 3-0        | 23/06/2011 | Rivera, Urugwaj          | mecz towarzyski                     | Óscar Tabárez | SSC Napoli     | Wprowadzony w 59' za Diega Péreza                              |  |
| 39    | Argentyna         | 1-1(k.6:5) | 29/05/2011 | Santa Fe, Argentyna      | Copa América 2011                   | Óscar Tabárez | SSC Napoli     | Wprowadzony w 107' za Álvara Pereirę                           |  |
| 40    | Peru              | 2-0        | 19/07/2011 | La Plata, Argentyna      | Copa América 2011                   | Óscar Tabárez | SSC Napoli     | Zmieniony w 70' przez Sebastiána Egurena.                      |  |
| 41    | Ukraina           | 3-2        | 08/09/2011 | Charków, Ukraina         | mecz towarzyski                     | Óscar Tabárez | SSC Napoli     | Wprowadzony w 63' przez Cristiana Rodrígueza.                  |  |
| 42    | Rumunia           | 2-0        | 29/02/2012 | Bukareszt, Rumunia       | mecz towarzyski                     | Óscar Tabárez | SSC Napoli     | Zmieniony w 69' przez Alvara Gonzaleza.                        |  |
| 43    | Rosja             | 3-2        | 25/05/2012 | Moskwa, Rosja            | mecz towarzyski                     | Óscar Tabárez | SSC Napoli     | Wprowadzony w 77' za Diega Péreza.                             |  |
| 44    | Francja           | 0-0        | 15/08/2012 | Hawr, Francja            | mecz towarzyski                     | Óscar Tabárez | SSC Napoli     | Zmieniony w 64' przez Alvara Gonzaleza.                        |  |
| 45    | Kolumbia          | 0-4        | 07/09/2012 | Barranquilla, Kolumbia   | eliminacje do MŚ 2014               | Óscar Tabárez | Inter Mediolan | Wprowadzony przez 73' za Egidia Arévala Ríosa.                 |  |
| 46    | Ekwador           | 1-1        | 11/09/2012 | Montevideo, Urugwaj      | eliminacje do MŚ 2014               | Óscar Tabárez | Inter Mediolan |                                                                |  |
| 47    | Argentyna         | 0-3        | 12/10/2012 | Mendoza, Argentyna       | eliminacje do MŚ 2014               | Óscar Tabárez | Inter Mediolan |                                                                |  |
| 48    | Boliwia           | 1-4        | 16/10/2012 | La Paz, Boliwia          | eliminacje do MŚ 2014               | Óscar Tabárez | Inter Mediolan | Zmieniony w 35' przez Edinsona Cavaniego.                      |  |
| 49    | Polska            | 3-1        | 14/11/2012 | Gdańsk, Argentyna        | mecz towarzyski                     | Óscar Tabárez | Inter Mediolan | Wszedł w 59' za Matiasa Aguirregaraya.                         |  |
| 50    | Hiszpania         | 1-3        | 6/02/2013  | Doha, Katar              | mecz towarzyski                     | Óscar Tabárez | Inter Mediolan | Zmieniony w 76' przez Nicolása Lodeira.                        |  |
| 51    | Francja           | 1-0        | 5/06/2013  | Montevideo, Urugwaj      | mecz towarzyski                     | Óscar Tabárez | Inter Mediolan |                                                                |  |
| 52    | Wenezuela         | 1-0        | 11/06/2013 | Puerto Ordaz, Wenezuela  | eliminacje do MŚ 2014               | Óscar Tabárez | Inter Mediolan |                                                                |  |
| 53    | Hiszpania         | 1-2        | 16/06/2013 | Recife, Brazylia         | Puchar Konfederacji 2013            | Óscar Tabárez | Inter Mediolan | Zmieniony w 63' przez Nicolása Lodeira.                        |  |
| 54    | Tahiti            | 8-0        | 23/06/2013 | Recife, Brazylia         | Puchar Konfederacji 2013            | Óscar Tabárez | Inter Mediolan |                                                                |  |
| 55    | Brazylia          | 1-2        | 26/06/2013 | Belo Horizonte, Brazylia | Puchar Konfederacji 2013            | Óscar Tabárez | Inter Mediolan | Wprowadzony w 83' w miejsce Alvara Gonzaleza.                  |  |

Bramki
| Data         | Miejsce  | Rywal  | Bramka na | Rezultat | Rozgrywki       |
| ------------ | -------- | ------ | --------- | -------- | --------------- |
| 29 maja 2011 | Sinsheim | Niemcy | 2:1       | 2:1      | mecz towarzyski |